# Cantón de Bort-les-Orgues
El cantón de Bort-les-Orgues era una división administrativa francesa, que estaba situada en el departamento de Corrèze y la región de Limusín.

## Composición
El cantón estaba formado por diez comunas:
- Bort-les-Orgues
- Confolent-Port-Dieu
- Margerides
- Monestier-Port-Dieu
- Saint-Bonnet-près-Bort
- Saint-Julien-près-Bort
- Saint-Victour
- Sarroux
- Thalamy
- Veyrières

## Supresión del cantón de Bort-les-Orgues
En aplicación del Decreto n.º 2014-228 de 24 de febrero de 2014, el cantón de Bort-les-Orgues fue suprimido el 22 de marzo de 2015 y sus 10 comunas pasaron a formar parte del nuevo cantón de Alta Dordoña.